# 鑽石 (歌曲)
《鑽石》（英語："Diamonds"）是美国說唱歌手梅根·西·斯塔莉安和諾曼妮演唱的歌曲，於2020年1月10日由大西洋唱片發行，該曲亦作為2020年影片《猛禽小隊：小丑女大解放》的第一支宣傳單曲收錄於電影原聲帶中。

## 創作背景
2019年12月，諾曼妮在其個人Instagram上載一張身著粉色連衣裙的照片，該裝扮模仿瑪麗蓮·夢露在1953年電影《紳士愛美人》中演唱爵士歌曲《鑽石是女孩最好的朋友》時的銀幕造型。2020年1月，梅根·西·斯塔莉安在其個人Instagram上表示該單曲即將發行。

## 音樂錄影帶
2020年1月10日，伴隨著音樂發行，以影片《猛禽小隊：小丑女大解放》為主題的音樂錄影帶在Youtube上線。

## 發行歷史
| 国家／地區 | 发行日期      | 发行形式            | 唱片公司   | 來源  |
| ---------- | ------------- | ------------------- | ---------- | ----- |
| 美國       | 2020年1月10日 | 數位下載 線上流媒體 | 大西洋唱片 | [ 6 ] |

## 資料來源
1. ↑  devilsconcert, theheartbreakprince. . Genius. 2020-01-10  [2020-01-11]. （原始内容存档于2021-05-07） （美国英语）.
2. ↑  Minsker, Evan. . Pitchfork. 2020-01-10  [2020-01-10]. （原始内容存档于2019-09-11） （美国英语）.
3. ↑  . Instragram. 2019-12-22  [2020-01-10] （美国英语）.
4. ↑  . Instragram. 2020-01-09  [2020-01-10]. （原始内容存档于2020-01-11） （美国英语）.
5. ↑  Mier, Tomás. . People. 2020-01-10  [2020-01-10]. （原始内容存档于2020-01-11） （美国英语）.
6. ↑  birdsofprey. . birdsofprey. 2020-01-10  [2020-01-10]. （原始内容存档于2021-02-27） （美国英语）.